# Axinaea lehmannii
Axinaea lehmannii är en tvåhjärtbladig växtart som beskrevs av Célestin Alfred Cogniaux. Axinaea lehmannii ingår i släktet Axinaea och familjen Melastomataceae.
Artens utbredningsområde är Colombia. Inga underarter finns listade i Catalogue of Life.